# Flash and the Pan
Flash and the Pan var en australiensisk poprockgrupp bildad 1976 av Harry Vanda och George Young. De båda hade en bakgrund som musiker i bland annat 1960-talets The Easybeats, och gruppen startades som ett sidoprojekt vid sidan om duons verksamhet som musikproducenter och låtskrivare.
Flash and the Pan var genom sin karriär ett rent studioprojekt, gav ut sex album fram till 1992 men syntes aldrig i konsertsammanhang. De nådde trots det försäljningsframgångar i olika europeiska länder; det andra albumet Lights in the Night (1980) toppade under en tid försäljningslistan i Sverige.

## Historik

### Bakgrund
Duon Vanda och Young ingick i Australiens populäraste 60-talsband The Easybeats, vars största hit var "Friday on my Mind". Den gruppen flyttade sin verksamhet till Storbritannien, innan den upplöstes 1969.

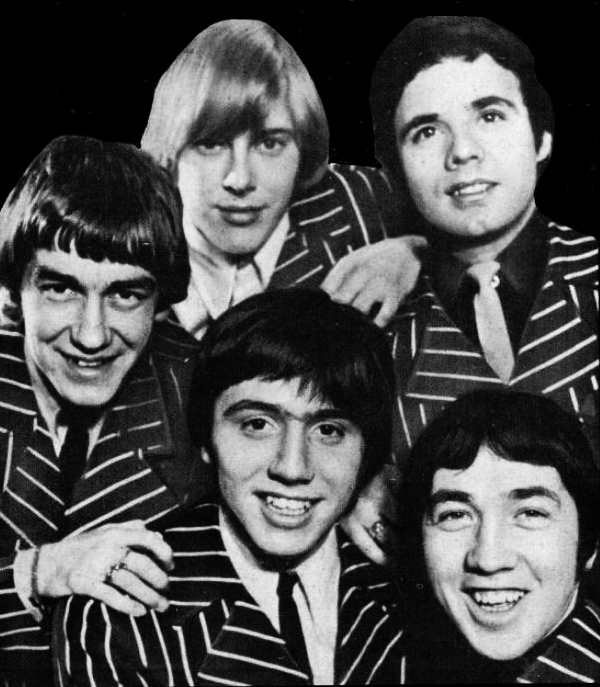
Harry Vanda (överst i mitten) och George Young (nere till höger) var två av fem medlemmar i The Easybeats.

Därefter fortsatte Vanda och Young sitt samarbete, till att börja med främst som låtskrivare åt andra. Som musiker hördes duon via olika kortlivade gruppkonstellationer, med namn som Paintbox, Tramp, Whichwhat, Haffy's Whisky Sour, Grapefruit och Marcus Hook Big Roll Band. 1976 års konceptgrupp Flash and the Pan sågs inledningsvis bara som en i raden av dessa flashes in the pan (engelska för "engångshändelser"), noterat av Vanda när den möjliga gruppbildningen kom på tal.
Under 70-talet blev duon framgångsrika producenter åt bland annat Stevie Wright, som fick en elvaminuters-hit med "Evie", John Paul Young till vilken de skrev discoklassikern "Love Is in the Air" och AC/DC, där Youngs yngre bröder Angus och Malcolm ingick. Vandas och Youngs verksamhet som producenter och låtskrivare skedde med bas vid det Sydney-baserade skivbolaget Albert Productions, efter att de två 1974 åter flyttat tillbaka till Australien. Och musiken producerades vid Albert Studios, på femte våningen på 139 King Street i Sydney.
Som medlemmar i The Easybeats slets Vanda och Young mellan behovet att skriva hitlåtar och deras musikaliska experimentlusta. Som framgångsrika producenter hade de nu möjlighet att få tid över till just det senare.

### Gruppbildande och debutalbum
Flash and the Pan skapades på grund av "Hey St. Peter". Denna oavslutade demoinspelning med The Easybeats upptäcktes av skivbolagsägaren Ted Albert, som fattade tycke för den egensinniga kompositionen. Låten, med sitt musikalartade mittenparti, passade dock inte repertoaren hos någon av de artister som Vanda och Young arbetade med.

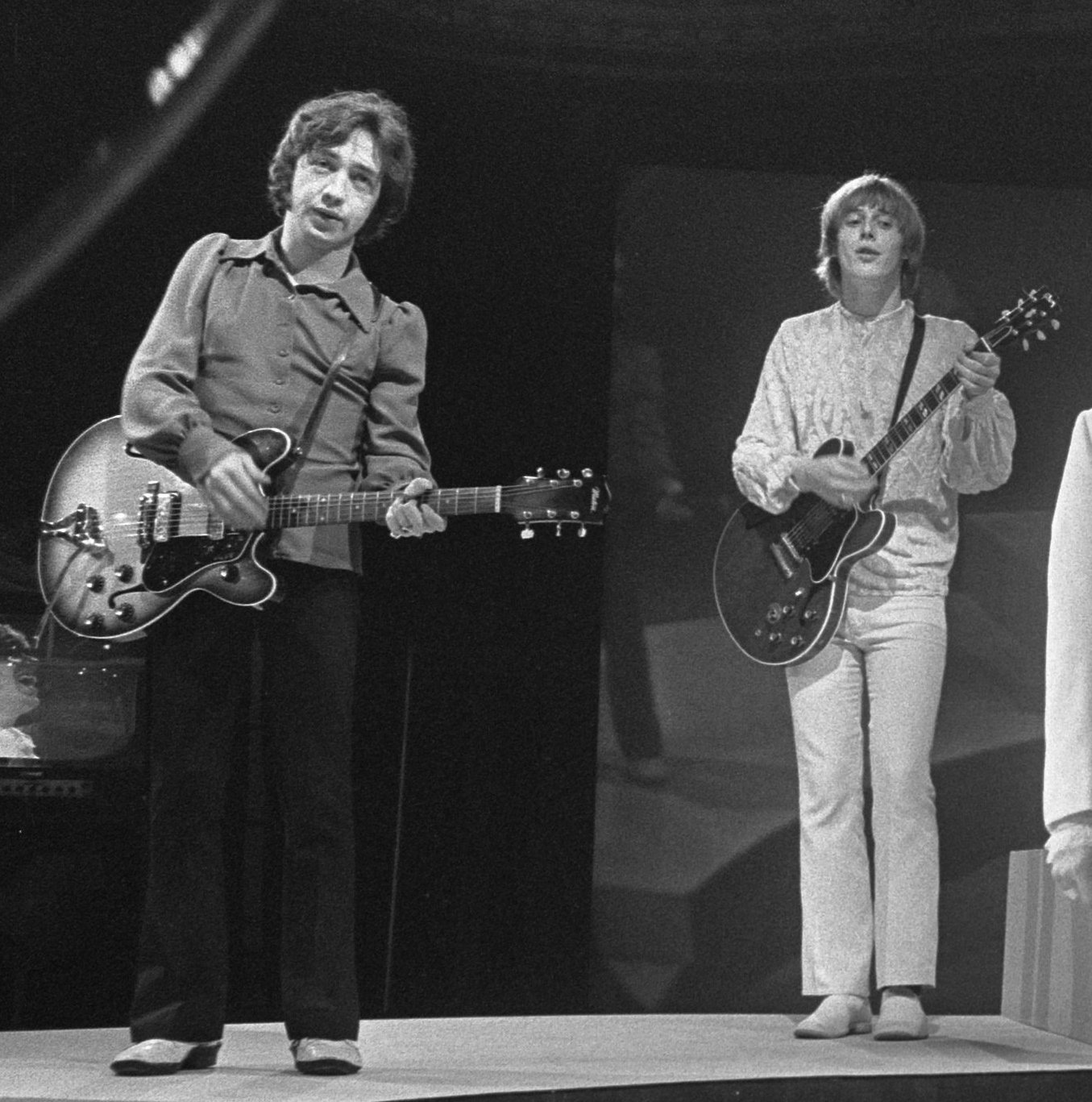
Young och Vanda var gitarrister i 60-talsbandet The Easybeats (foto från 1968). Tio år senare hade de startat studiogruppen Flash and the Pan, som sidosyssla till sina aktiviteter som producenter och låtskrivare.

Young var ingen van sångare, och i The Easybeats var det Stevie Wright som stod för solosången. Duons utväg blev att låta Young pratsjunga fram texten, med sång av Vanda i refrängen. Detta blev också den nya konstellationens signum, tillsammans med de egensinniga texternas lätt cyniska världsbild och en atmosfärisk klangbild dominerad av klaviatur. "Hey, St. Peter", med "Walking in Rain" som B-sida, släpptes 1976 i både Australien och Sydafrika, 1977 i USA samt delar av Europa. Den nådde plats fem på Australiens singellista.
Två år senare kom debutalbumet Flash & the Pan (1978), gruppens enda USA-framgång. Här röjde duon sin breda bakgrund med en varierad och melodiös samling låtar, sammanlänkade av ett melankoliskt syntljud och genomgående med den filtrerade pratsång som blev något av gruppens signum. Gruppens andra singel "Down Among the Dead Men" blev en hit i både Australien och i Europa.
Vanda och Young hade skapat en ren studiogrupp. Man ägnade sig inte åt något turnerande, och på albumomslagen syntes inga bandmedlemmar på bild. Däremot presenterades även de tidiga singellåtarna med specialgjorda musikvideor, ett antal år före starten av MTV. Albumproduktionerna pendlade mellan inspelningar på tu man hand och med full bandsättning.

### 1980-talet
Uppföljaren Lights in the Night var en skiva i samma utforskande anda. Musiken beskrevs av en recensent som "dansmusik med slagverk, post-disco men pre-house". Genom att vägra sätta samman ett band och ge sig ut på turné (duons arbetsschema som producenter förhindrade detta), inte synas på reklambilder eller ställa upp på intervjuer skapades en kult. Bandets musik blev dock populär genom flitigt spelande i radio och på dansgolven.
1982 års Headlines, med den brittiska singelhiten "Waiting for a Train", var en omorientering mot ett mer traditionellt rockuttryck med mindre tonvikt på episka låtar med synthesizergrund. Detta stilbygge förstärktes ytterligare på gruppens senare 80-talsproduktion. 
Gruppen fortsatte att vara framgångsrik speciellt i Skandinavien, där de tre första albumen blev listettor. Listframgångar nåddes även i länder som Nederländerna, Belgien, Frankrike, Västtyskland och Spanien. I mindre grad uppmärksammades gruppens musik i Storbritannien och Nordamerika. 
Låten "Midnight Man", med sitt efterhängsna percussionbeat från albumet Early Morning Wake Up Call (1984), blev gruppens största singelsuccé i Sverige. Här fick bandet tidigt  förhållandevis stort genomslag, mycket tack vare stor uppbackning från radions P3. Låten nådde singellistans plats sju i Tyskland.
Skivan Nights in France (1987), som kom tio år efter debuten, rönte mindre uppmärksamhet.

### Senare år
I höjd med det sista släppet Burning Up the Night (1992) hade gruppens karriär ebbat ut. Syntpop var inte längre lika trendigt, och albumets enligt kritikerna oengagerade musik väckte inte någon större uppmärksamhet. Att Vanda och Young då var bosatta i olika delar av världen påverkade också deras engagemang inför albumproduktionen.
Duon Vanda och Young hade samtidigt återgått till att huvudsakligen producera andra artister. Runt millennieskiftet avslutades dock samarbetet med Albert Productions, och även samarbetena mellan Vanda och Young kom glesare; 2000 producerade de AC/DC:s album Stiff Upper Lip och 2005 David Hasselhoffs singel "Jump in My Car". I slutet av 1990-talet drog sig George Young tillbaka från musikindustrin och bosatte sig med sin familj i Portugal; han avled 2017 i 70 års ålder. Harry Vanda grundade 2005 det australiensiska independentbolaget Flashpoint Music tillsammans med sin son, musikproducenten Daniel Vandenberg.

## Stil och albumhistorik
Flash and the Pan var ett renodlat studioband, och man framträdde i liten utsträckning live. Frånvaron av turnéer, gruppens låga profil och karaktär av sidoprojekt bidrog till att gruppens framgångar endast kom stötvis och var tämligen geografiskt osynkade.

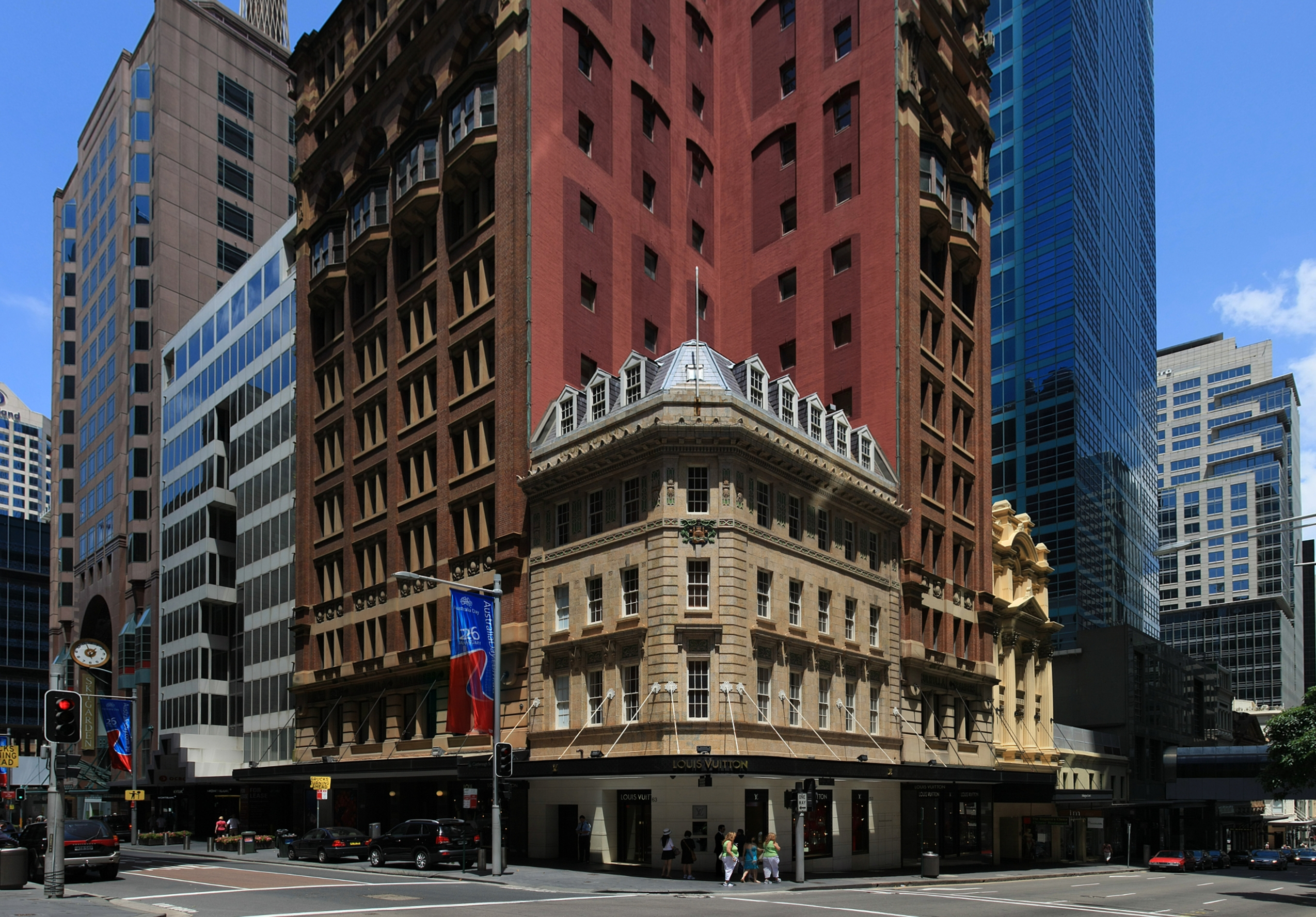
På våning 5 i 139 King Street i centrala Sydney (längst ner till höger på bilden) fanns Albert Studios fram till 1984. Här spelades Flash and the Pans fyra första album in.

Som ett exempel på den osynkroniserade karaktären hos gruppens produktioner kan debutalbumet nämnas. Det släpptes hösten 1978 i Australien, med ett tecknat skivomslag, och samma höst i Nordamerika med ett omslag med frisbee-discar genom luften, solande ungdomar och ett svampmoln vid horisonten. Året efter kom en europeisk albumutgåva med en fotomodell och en svart fågel på omslaget. 1980 års album Lights in the Night trycktes med 1978 års nordamerikanska omslag nästan helt dolt bakom övertryckt svart färg, endast synligt genom designade revor.
Gruppens musik kännetecknades ofta av atmosfäriska syntmattor och pratsång (av George Young). Musiken kan karakteriseras som new wave, alternativt poprock, där texterna ofta rör ockulta eller historiska fenomen som Sankte Per, Titanic eller Atlantis. Textintresset för "exotiska" eller mörka sidor av världen, ofta med svart humor, delade Flash and the Pan med exempelvis Steely Dan. Även de var en duobaserad grupp som vid denna tid undvek konsertspelningar.
På minst en musikvideo deltar Stevie Wright – tidigare bandkamrat i The Easybeats – som playback-sångare.

## Diskografi

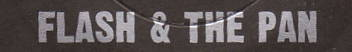
Gruppen stavade sig själv inledningsvis som "Flash & the Pan" (exempel: skivetiketten till "Hey, St. Peter", australisk singel 1976).

### Singlar
- "Hey, St. Peter" – 1977
- 1978, samma år som debutalbumet "Flash & the Pan" släppet, började gruppen kalla sig "Flash and the Pan" (exempel: franska omslaget till singeln "Down Among the Dead Men")."Down Among the Dead Men" – 1978
- "Love is a gun" - 1982
- "Midnight Man" – 1985
- "Waiting for a Train" – 1989
- "Something about You" – 1990

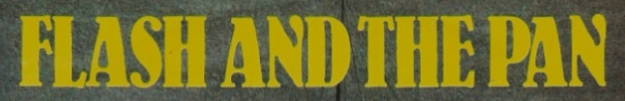
1978, samma år som debutalbumet "Flash & the Pan" släppet, började gruppen kalla sig "Flash and the Pan" (exempel: franska omslaget till singeln "Down Among the Dead Men").

- "Walking in the Rain" – 1996 (återutgivning)
- "Midnight Man" – 1998 (återutgivning)

### Studioalbum[15]
- Flash & the Pan (1978)
- Lights in the Night (1980)
- Headlines (1982)
- Early Morning Wake Up Call (1984)
- Nights in France (1987)
- Burning up the Night (1992)

### Samlingsalbum
- Pan-orama (1983)
- Flash Hits (1989)
- The Flash & The Pan collection (1990)
- The Flash and the Pan Hits Collection (1996)
- The Return of Flash and the Pan: Ayla – The Best of Flash and the Pan (2005)

## Listframgångar i Sverige

### Låtar på P3:sPoporama
- "Hey, St. Peter" (7/7 1977, 1 vecka)
- "California" (6/9 1979, 1 vecka)
- "Media Man" (14/8 1980, 2 veckor)
- "Where Were You" (25/11 1982, 2 veckor)